# Musée Eugène Boudin
Das Musée Eugène Boudin ist ein Kunst- und kulturgeschichtliches Museum im nordfranzösischen Honfleur im Département Calvados in der Normandie. Das Museum präsentiert eine bedeutende Sammlung vorimpressionistischer Gemälde und Werke normannischer Maler, die sich in Honfleur aufgehalten haben: Gustave Courbet, Eugène Boudin, Louis-Alexandre Dubourg, Johan Barthold Jongkind, Claude Monet, Raoul Dufy, Achille-Émile Othon Friesz, Paul-Élie Gernez, André Hambourg, Fernand Herbo. Es wurde 1868 von Louis-Alexandre Dubourg mit Unterstützung von Eugène Boudin gegründet.

## Geschichte

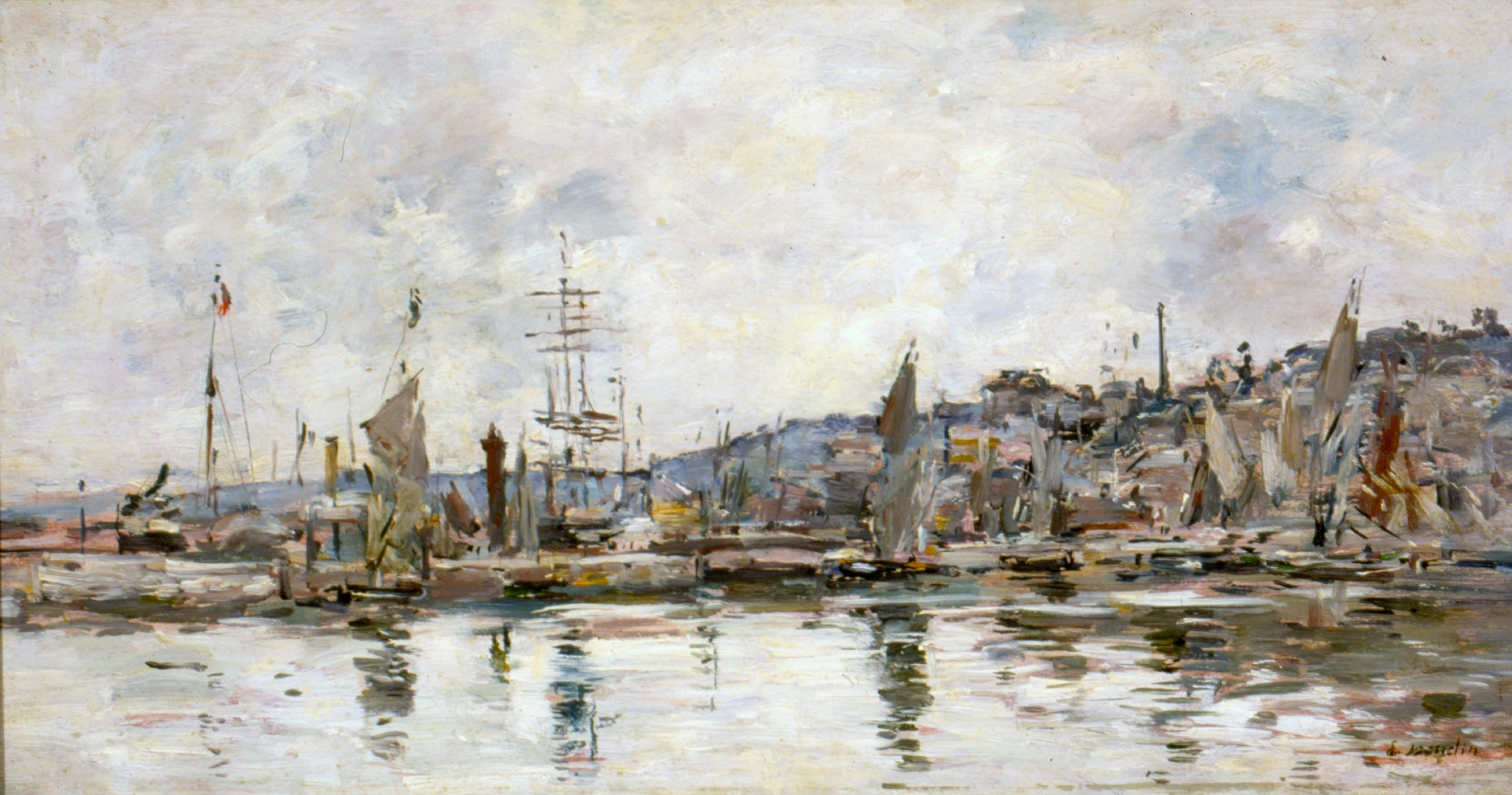
Eugène Boudin (1824–1898): Hafen von Honfleur. Museu Nacional de Belas Artes, Rio de Janeiro

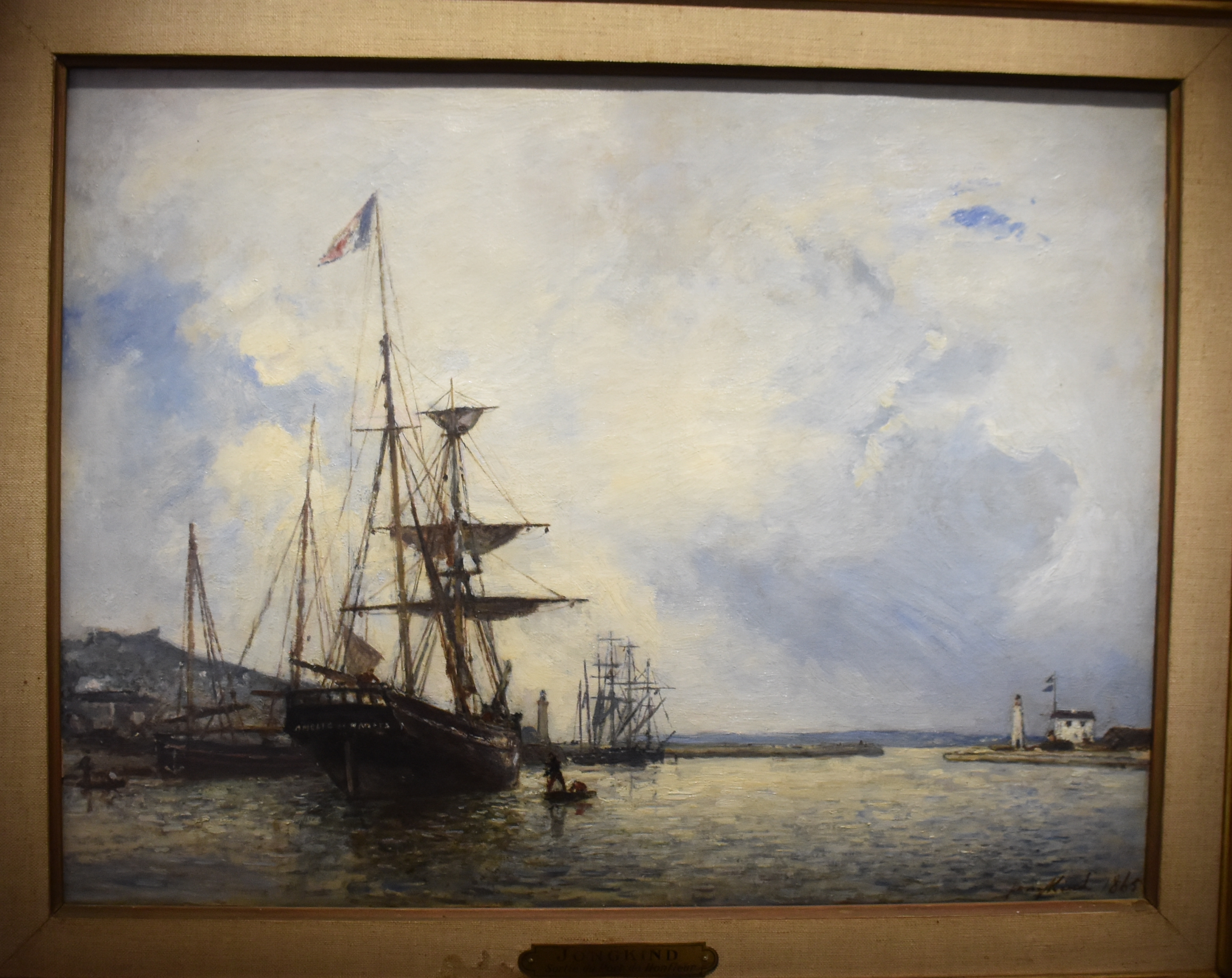
Johan-Barthold Jongkind (1819–1891): Hafen von Honfleur

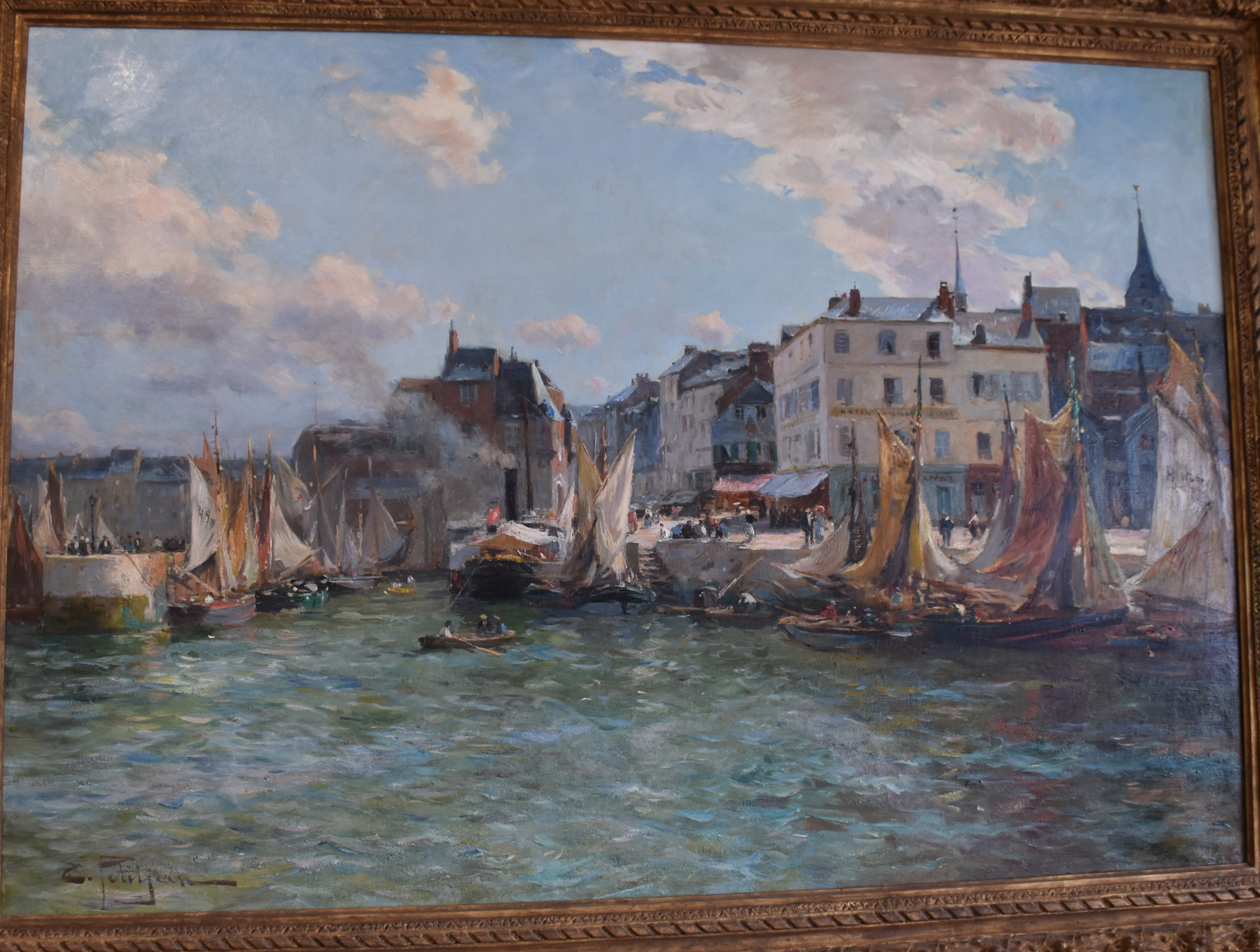
Edmond Petitjean (1844–1925): Einfahrt in den Hafen von Honfleur

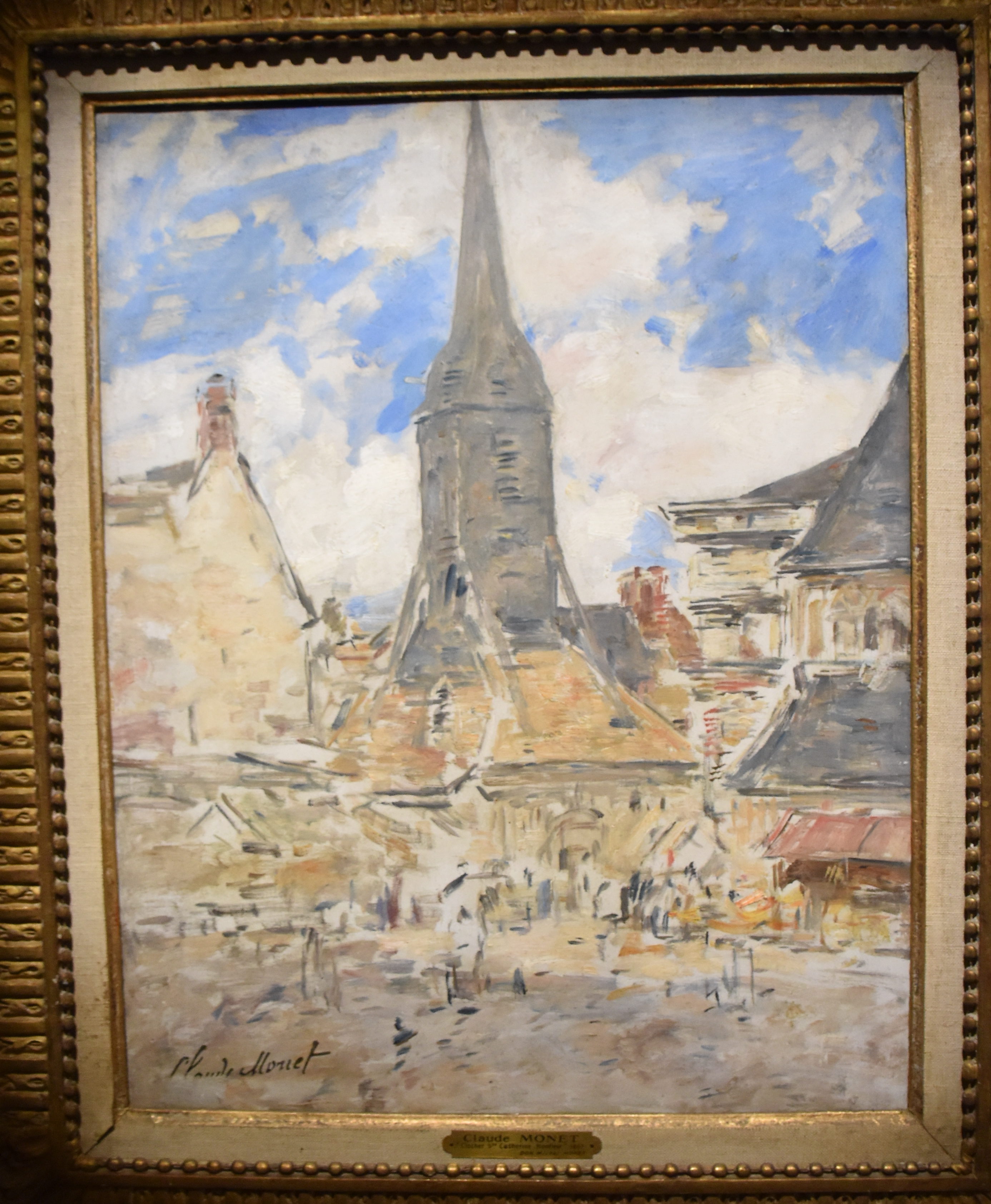
Claude Monet (1840–1926): Der Glockenturm von Sainte-Catherine in Honfleur

Am 11. April 1868 wurde das Musée municipal (Stadtmuseum) auf Beschluss des Stadtrates und auf Wunsch des in Honfleur geborenen Künstlers Louis-Alexandre Dubourg gegründet. Seit 1960 trägt das Museum den Namen von Eugène Boudin, der 1868 die ersten Schritte der Institution unterstützte und sie 1899 mit einem bedeutenden Vermächtnis ausstattete.
Das Museum war zunächst im Hochzeitssaal und später im Dachgeschoss des Rathauses untergebracht. 1924 wurde es in die Kapelle des Augustinerinnenklosters in der Rue de l’Homme de Bois verlegt, wo es sich noch heute befindet. Mit staatlicher Unterstützung und dem Mäzenatentum von Marcel Schlumberger beschloss die Stadt Honfleur den Bau eines neuen Gebäudes, das am 1. Juni 1974 eingeweiht wurde. Die beiden Säle der Kapelle blieben erhalten und wurden restauriert. Der Architekt Félix Gatier errichtete drei neue Säle, die mit dem alten Teil verbunden sind und optimale Bedingungen für die Ausstellung bieten.
Die wachsende Zahl von Schenkungen, die Ankäufe durch die Société des Amis du Musée seit 1982 und die Gründung des FRAM (Fonds régionaux d'acquisition des musées) sowie die bedeutende Schenkung Hambourg-Rachet im Jahr 1988 machen die Einrichtung neuer Säle erforderlich. Ein altes Gebäude neben der Kapelle wird vom Architekten Henri Hémon umgebaut. Es entstehen vier Stockwerke, von denen zwei 1988 der Öffentlichkeit zugänglich gemacht werden.
Heute zeigt und bewahrt das Museum mehr als 2500 Gemälde, Skulpturen, Zeichnungen und Drucke, über 1000 Objekte, Kopfbedeckungen, Kostüme, Möbel, etwa 700 Glasplattenfotografien aus der Zeit von 1880 bis 1920, eine Sammlung von mehr als 100 touristischen Plakaten über die Normandie zwischen 1880 und 1950 sowie eine Reihe alter Spielzeuge aus dem 19. und 20. Jahrhundert.

## Sammlungen
- Saal Désiré Louveau. Das erste Stockwerk beherbergt eine reiche kulturhistorische Sammlung, hinterlassen von Désiré Louveau (1843–1913), einem Bürger von Honfleur: Kostüme, Accessoires, Spitzen, Möbel, Puppen, eine Sammlung von Mützen und über 100 Kopfbedeckungen und Druckgrafiken aus dem Pays d'Auge, dem Manche, dem Pays de Caux und dem Eure.
- La Chapelle. Sie nimmt einen großen Teil der zweiten Etage ein und ist der Ort für temporäre Veranstaltungen. Einige Ausstellungen sind Künstlern gewidmet, die in der Normandie gearbeitet haben, andere haben kulturelle oder historische Themen zum Inhalt.
- Saal Alexandre Dubourg und das Kabinett Eugène Boudin. Im Saal des 19. Jahrhunderts erinnern die ausgestellten Gemälde an die Treffen der Maler in der Auberge Saint-Siméon in Honfleur.[2] Werke von Eugène Boudin sind von denen seiner Malerfreunde umgeben: Eugène Isabey (112 Werke), Camille Corot, Charles Mozin, Claude Monet, Alexandre Dubourg, Johan-Barthold Jongkind, Charles Pécrus, Gustave Courbet, Gustave Hamelin und Adolphe Félix Cals.

- Saal Jean Dries. Fünf Künstler, die in Honfleur gelebt und den größten Teil ihrer Werke hier geschaffen haben, werden in diesem Raum im zweiten Stock ausgestellt: Jean Driès (1905–1973), Paul-Élie Gernez (1888–1948), Fernand Herbo (1905–1995), Henri de Saint-Delis (1878–1949), Raymond Bigot (1872–1953) Holzbildhauer.

- Saal Katia Granoff. Der Saal befindet sich im dritten Stock und ist den Künstlern des 20. Jahrhunderts gewidmet, die in Honfleur und der Normandie gelebt oder gearbeitet haben: F. Vallotton, A. Marais, R. Dufy, A. Marquet, E.O. Friesz, A. Ozenfant, J. Villon, P. de Belay, J. Souverbie, L. Capiello, C. Lagar, E. Grau-Sala, R. Oudot und den Malern der École de Rouen.

- Saal Hambourg-Rachet. In diesem Raum werden die Werk der Schenkung Hambourg-Rachet präsentiert: Zeichnungen von Boudin, Gemälde von Dubourg, Cals, Saint-Delis, Gernez, Carrière, Gen-Paul und zahlreiche normannische Werke von André Hambourg (1909–1999) sowie Gemälde von seinen Reisen.

- Das Zeichnungskabinett. Hier werden etwa 100 Werke auf Papier ausgestellt, die nach Themen oder Künstlern geordnet sind. Die Zeichnungen und Druckgrafiken werden jedes Jahr ausgetauscht und in Alben zum Durchblättern präsentiert. Das Kunstlicht ist auf 60 Lux begrenzt, um die Werke zu schützen.
- Der Glockenturm von Sainte-Catherine. Dieses historische Gebäude ist seit seiner Erweiterung im Jahr 1974 eine Außenstelle des Musée Eugène Boudin und ist der religiösen Kunst gewidmet. Zu sehen sind Andenken an die Wallfahrt zur Notre-Dame de Grâce, Weihwasserbecken, Grafiken, Gemälde und Skulpturen aus dem 17., 18. und 19. Jahrhundert.